# Miguel Obando Bravo
Miguel Obando Bravo S.D.B. (Chontales, 2 de fevereiro de 1926 - Manágua, 3 de junho de 2018) foi um cardeal nicaraguense e arcebispo-emérito de Manágua.
Foi nomeado bispo-auxiliar de Matagalpa em 31 de março de 1968, com o titulus de bispo-titular de Putia in Byzacena, até 1970. Depois, foi elevado a arcebispo metropolita de Manágua, exercendo a prelazia entre 1970 e 2005.
Foi criado cardeal em 1985 pelo Papa João Paulo II, com o título de Cardeal-padre de S. Giovanni Evangelista a Spinaceto.